# Blackford (Perth and Kinross)
Blackford (gälisch: Srath Gaoithe) ist eine Ortschaft in der schottischen Region Perth and Kinross. Blackford liegt am Allan Water, einem Nebenfluss des Forth, etwa 5 km südwestlich von Auchterarder und 18 km nordöstlich von Stirling in der traditionellen Grafschaft Perthshire.
1716 zerstörten rückziehende Jakobiten Blackford nach der Schlacht von Sheriffmuir. Die Ortschaft wurde jedoch wiederaufgebaut.

## Wirtschaft
Im auslaufenden Mittelalter galt Blackford als Zentrum des Bierbrauens und selbst der schottische König Jakob IV. besuchte das Dorf, um das lokale Bier zu kosten. Seit 1949 ist Blackford Standort der Whiskybrennerei Tullibardine (In den Gebäuden der Destillerie war zuvor eine Brauerei). Ferner wird in Blackford das Mineralwasser Highland Spring abgefüllt.

## Verkehr
Blackford liegt direkt an der A9, die Edinburgh mit Thurso verbindet und ist somit gut an das Fernverkehrsnetz angeschlossen. Im Jahre 1848 richtete die Scottish Central Railway eine Eisenbahnstrecke zwischen Perth und Stirling ein, die auch den Bahnhof von Blackford bediente. Dieser wurde jedoch zwischenzeitlich aufgelassen.

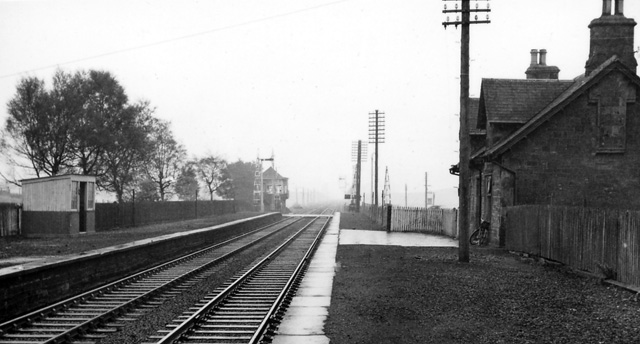
Ehemaliger Bahnhof von Blackford
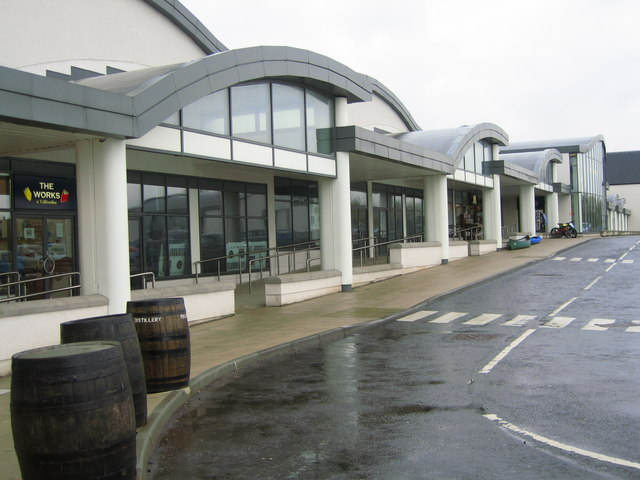
Einkaufszentrum in Blackford
Tullibardine-Brennerei